# Ефект валентності
Ефект валентності передбачення — тенденція людей переоцінювати ймовірність настання хорошої події, а не поганої. Валентність тут стосується позитивного або негативного емоційного заряду, притаманного якійсь сутності.
Це спостереження було підтверджено десятками експериментів. В одному з них, дуже простому, за інших рівних умов, учасники експерименту приписували більшу ймовірність випадіння тієї карти, на сорочці якої був усміхнений смайлик, у порівнянні з тією, де смайлик був насуплений.
Крім того, деякі науковці відмічали наявність ефекту валентності при атрибуції, коли ми надмірно передбачаємо ймовірність настання хороших подій по відношенню до себе у порівнянні з іншими. (Дивись упередження корисливості.)
Наслідки ефекту валентності можуть називатися «прийняття бажаного за дійсне». Однак в певних ситуаціях ефект валентності може насправді вплинути на подію так, що її наслідки будуть позитивними. Наприклад, відомі випадки, коли генерали настільки піднімали моральний дух своїх солдатів, що вони здобували перемогу у битві.